# Bódy Gábor
Bódy Gábor (Budapest, 1946. augusztus 30. – Budapest, 1985. október 24.) magyar filmrendező, videoművész és teoretikus.
Az 1970-es, 80-as évek magyar és összeurópai film- és videoművészetének meghatározó személyisége. Második nagyjátékfilmje, a Psyché (1980), amelyet egy szemléletmód, az „új narrativitás” jegyében forgatott, költségvetését tekintve akkoriban minden idők legnagyobb magyar filmprodukciója[forrás?] és igazi kultuszfilm lett. Harmadik nagyfilmje, a Kutya éji dala a hazai filmgyártás történetében mindmáig az egyik legkisebb költségvetésű produkció.[forrás?] Bódy filmművészete mellett videoművészete, azzal kapcsolatos aktivitása és elméleti munkássága is meghatározó.

## Élete és munkássága

### Háttér: a film helyzete Magyarországon

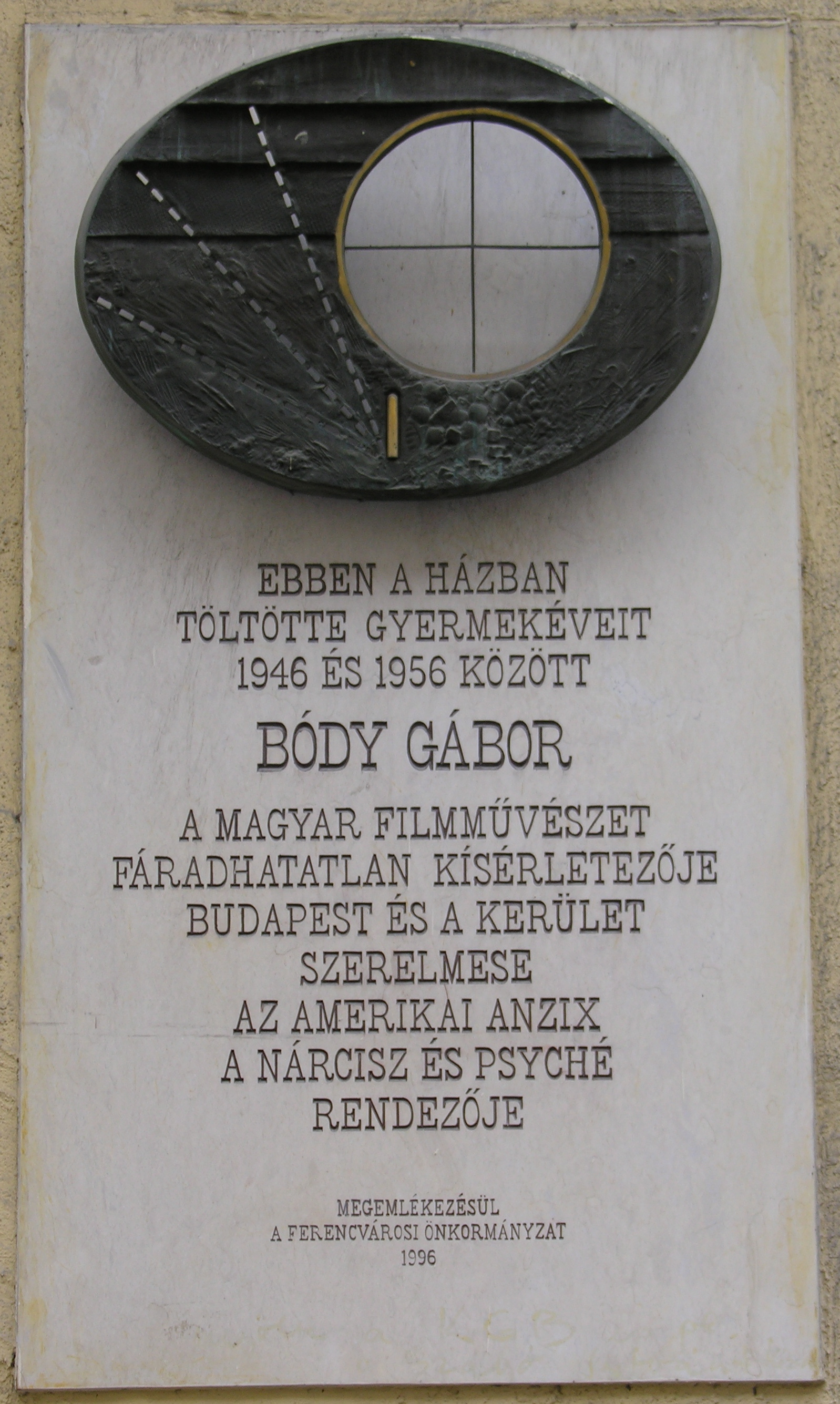
Bódy Gábor emléktáblája egykori lakhelyén, a Ráday utca 63. szám alatt

Bódy filmjei a szocializmus idején készültek, amikor minden filmmel kapcsolatos ügy a pártapparátus szigorú felügyelete alá tartozott. A párt a filmet olyan művészeti ágnak tekintette, amely a tömegekhez szól és politikai hatást gyakorolhat rájuk, ezért kemény szabályozást (cenzúrát) léptettek életbe, amely miatt a kísérleti vagy ellenzéki filmek szinte arra sem kaphattak esélyt, hogy egyáltalán elkészüljenek. Noha Magyarországon a kultúrpolitika némileg liberálisabb volt, mint a keleti tömb más országaiban, a magyar filmesek így is szoros ellenőrzés alatt álltak, s a Bódyhoz hasonló temperamentumú alkotók csak rendkívüli nehézségek árán tudták elképzeléseiket a gyakorlatban is megvalósítani. Ennek ellenére az Aczél-korszakban a mozgástér olykor szabadabbá vált olyan művészek számára, mint Bódy. Erre példa az Aczélnak köszönhető – már 1959-ben megalakult, a magyar szövegkönyvíróról, kritikusról és teoretikusról elnevezett – Balázs Béla Stúdió (BBS), ahol kísérleti és rövidfilmek, majd hosszabb játékfilmek is készülhettek, viszonylag szabad légkörben. A BBS a legtehetségesebb magyar filmes alkotók, filmrendezők gyűjtőhelyévé vált.
„Bódy a magyar kultúrpolitika kivételezettje” volt, a rendszerváltás után azonban kiderült, hogy szakmai előrejutását nem csupán tehetségének köszönhette. Mint több más filmrendező és kulturális közszereplő, beszervezett ügynökként ő is éveken át jelentett szakmai és privát kapcsolatairól a BM-nek. Mivel azonban az ügynökaktákat Magyarországon mindeddig nem hozták nyilvánosságra, az egészről csak töredékes kép áll rendelkezésre.

### Kezdetek
1964-ben a zuglói I. István Gimnáziumban érettségizett. 1964–71 között az ELTE filozófia-történelem szakán folytatta tanulmányait. Nagy hatással voltak rá Szabad György történész és Zsilka János nyelvészprofesszorok előadásai.
Szakdolgozatának címe: „Egy film jelentés-struktúrájának vizsgálata. A filmi jelentés attribúciója” (bíráló tanárok: Kelemen János, Zsilka János). Eközben forgatókönyvíróként vagy asszisztensként a következő filmekben vett részt: Három lányok (főiskolai vizsgaf., r. Magyar Dezső), Schlégel Ágnes (BBS, r. Pintér György), Vissza a városba (BBS 1968, r. Mihályfy László), Agitátorok (BBS 1969, r. Magyar Dezső). 1969-ben Ajtony Árpáddal, Dobai Péterrel és még hat társával együtt közzétette a „Szociológiai filmcsoportot!” c. kiáltványt. Filmelméleti munkát folytatott; Huszárik Zoltán Elégia c. filmjéről írt elemzése megjelent a Fotóművészet 1970-es évfolyamában; közben szépirodalmi kísérletekkel jelentkezett.
1971-ben a BBS tagja lett, melynek keretében elkészítette első önálló filmjét A harmadik címmel (kísérleti dokumentumfilm, ff., 35 mm, 50’). Ennek egyik részletét, amelyben Károlyi Zsigmond szerepel, a Kis Varsó művészcsoport 2009-ben egy berlini installációjában mutatta be. Bódy Gábor volt az első a BBS történetében, akit filmes diplomája megszerzése előtt tagnak választottak, szembemenve az addigi szabállyal (később olyan „külsősök” kerültek be a BBS-be, mint Erdély Miklós és Tarr Béla).
1971–75 között a Színház- és Filmművészeti Főiskola filmrendező szakán Máriássy Félix osztályába járt. 1972-ben előadásokat tartott a filmnyelvről. Tételeinek illusztrálására „saját produkcióban” elkészítette a Vadászat kisrókára (szintaktikai csoportok) c. montázsfilmet (filmpélda, ff., 16 mm, 5’), mely az 1973-as Párizsi Biennálén elveszett. A biennálé katalógusában két másik film is szerepelt: Regards du passé vers l’avenir (lexique des gestes), 1971 (16 mm, noir, 6 mn); Ifivezetők (dokumentumf., BBS, ff., 16 mm, 42’).
1973-ban a BBS-ben megszervezte a Filmnyelvi Sorozatot, a stúdió első kísérletifilmes projektjét, melybe képzőművészeket, zenészeket, írókat is meghívott. Ennek keretében készítette el a Négy bagatellt, valamint fényképezte Vidovszky László zeneszerző Aldrin c. filmjét (kísérleti f., BBS 1976, ff., 35 mm, 5’). A sorozat filmjeit később bemutatták Amszterdamban, Genovában, majd számos más külföldi városban.

### AzAnzixés a70-esévek második fele
Diplomafilmjét Amerikai anzix címmel a BBS-ben készítette el, eredeti naplók, Fiala János, Árvay László, Kuné Gyula naplóinak felhasználásával, valamint Ambrose Bierce George Thurston c. novellája, Walt Whitman, Csoóri Sándor versei, továbbá Marx egy cikke és Teleki László egyik levelének felhasználásával. Képi világára hatással voltak Winslow Homer amerikai festő polgárháborús festményei is. Főiskolai diplomafilmjét már önálló produkcióként alkotta meg, így diplomafilmje egyben első játékfilmje is lett.
A film, melyet Bódy főiskolai tanárai először nem voltak hajlandók elfogadni, a következő évben (1976) elnyerte a mannheimi 25. Internationale Filmwoche (Nemzetközi Filmhét) legjobb elsőfilmes alkotónak járó nagydíját és a magyar kritikusok legjobb elsőfilmesnek járó díját.
További bemutatók: 1977: Párizs, Locarno, Figuera da Foz; 1978: Edinburgh; 1979: Amszterdam; 1980: Genova, Seattle, Berkeley, San Francisco, Chicago, Philadelphia, New York; 1981: Frankfurt és más német városok; 1982: Hamburg; 1983: Zágráb, New York stb.
Technikailag Bódy kétszer „forgatta le” a filmet, egyszer a valódi forgatáson, majd másodjára a vágószobában, ahol a maga által „fényvágás”-nak nevezett technikával az anyagot megrongálta, kifakította, a némafilm képvilágához téve hasonlóvá.
1976-ban oktatófilmet készített az Iskolatelevízió számára: Filmiskola (3 rész, ff., 16 mm, összesen 82’). A BBS-ben megalapította a K/3 (Közművelődési Komplex Kutatások) kísérleti filmcsoportot. Elkészítette Pszichokozmoszok c. komputerfilmjét, melyben egy szindróma elnevezéseként már megjelenik a „kutya éji dala” kifejezés. Az MTV „Tévészínház” sorozatában két darabot is színre vitt, Lenz: Katonák és L. Hszing-Tao: Krétakör c. műveit. Mindkettőben szerepel Udo Kier, akivel az Anzix vetítése során ismerkedett meg Mannheimben. Közben forgatott reklámfilmet Ez a divat címmel, a BBS-ben pedig elkezdte Kozmikus szem c. kísérleti tanulmányfilmjét, amely azonban befejezetlen maradt. A Valóság c. folyóiratban megjelenik A fiatal magyar film útjai c. írása.
1977-ben megszületett Zita lánya, akit kétéves koráig anyja, Méhes Marietta nevelt, Bódy anyagi támogatásával.
A Mafilm állományába került, kezdetben mint „művészeti ügyintéző” – a „filmrendező” státuszt csak később, 1980-ban nyerte el. Kísérleti dokumentumfilmet készített Tímár Péterrel Privát történelem címmel; az eredetileg néma dokumentumfelvételeket a dokumentumanalízis jegyében utólag hanggal látták el. Ez a műve az 1979-es Miskolci Filmfesztiválon elnyerte a Filmkritikusok Díját, majd bemutatták Oberhausenben és Melbourne-ben is. Az Edinburgh-i Filmfesztiválon Total expanded cinema címmel előadást tartott, melynek alapgondolatát, a „végtelen kép és tükröződés”-t már az 1973-as tihanyi szemiotikai szimpóziumon felvetette.
1979 januárjában nekilátott a Nárcisz és Psyché folytatásának.

### APsychéés a80-asévek legeleje
Bódy Gábor pályájának csúcsa a Psyché megjelenésének idejére esik. A fiatal rendező (1980-ban 34 éves) ezzel az addigi legnagyobb költségvetésű, legnagyobb volumenű magyar filmet készítette el, amely túl azon, hogy az 1981-es filmszemlén kiemelt díjat nyert, komoly nemzetközi elismerést is kivívott.[forrás?] A forgatókönyvet Weöres Sándor „Psyché – egy hajdani költőnő írásai” c. különleges verseskötete alapján írta Csaplár Vilmos és Dobai Péter segítségével. A filmszínházi (és külföldi bemutatásra szánt) változatban kétrészes, tv-változatában 3 részes film vetítésre került Cannes-ban és a Locarnói Nemzetközi Filmfesztiválon (itt Bronz Leopárd-díjat nyert, az indoklás szerint „a kísérletifilmes képi és hangi kutatásoknak a narratív szerkezetbe történő beemeléséért”), továbbá Figuera de Fozban (CIDALC-díj), Sevillában, Mannheimben, San Franciscóban, Berlinben és Genovában.
A film három főszereplője: Cserhalmi György (Garas Dezső hangjával), Udo Kier (Cserhalmi György hangjával) és Patricia Adriani (María Asunción García Moreno, magyar hangja: Kútvölgyi Erzsébet), egy Magyarországon addig ismeretlen fiatal spanyol színésznő. Bódy e filmjébe a kortárs magyar művészet meghatározó alakjai közül igyekezett minél többeket bevonni. Az alkotás harmadik (középső) része, a Psyché című rész az MTV-vel koprodukcióban készült el. A háromrészes verziót is bemutatták Nyugaton, a berlini Internationales Forum des Jungen Films alkalmából. Bódyt e filmje után Buñuelhez, Fellinihez, sőt Werner Herzoghoz is hasonlították, s 1981-től már mint „a magyar filmművészet legrendhagyóbb tehetségét” és „a fiatal magyar filmesek között az igazi új stilisztát” (Variety) emlegették.[forrás?]
1980-ban Bódy Gábor és Baksa-Soós Veronika kezdeményezésére megalakult az első olyan nemzetközi videoművészeti magazin, az INFERMENTAL, melyet videokazettán terjesztettek (1. száma 1982-ben jelent meg). Bódy létrehozta a Mafilm K* (kísérleti) szekcióját, ahol technikai és módszertani kutatásokat készít elő. Körutat tett az USA-ban Amerikai Anzix, Négy bagatell és Pszichokozmoszok c. filmjeivel (Seattle, Berkeley, Chicago, Philadelphia, New York). Mozgástanulmányok c. 18 perces kísérleti filmje, mely a magyar mozikban „kísérőfilmként” ment a kommersz nagyjátékfilmek előtt, 1982-ben Oberhausenben és Hamburgban került bemutatásra.
1981 decemberében feleségül vette a Düsseldorfban élő történésznőt, munkatársát, Baksa-Soós Veronikát (Veruschka Bódy). Házasságukból ebben az évben született fia, Caspar-Maria Zoltán Leopárd.
Bódy előadásokat tartott az ELTE esztétika tanszékén és a debreceni KLTE-n „A film mint nyelv megközelítése” címmel. Kísérleti filmjeivel körutat tett az NSZK-ban (Dortmund, Osnabrück, Hamburg, Hannover, Frankfurt) és Nyugat-Berlinben. Szikora János segítségével Hamletet rendezett a Győri Nemzeti Színházban, a címszereplő Cserhalmi György volt. Az előadásból televíziós változat is készült.

### 1982–83, aKutya éji dala
1982-ben a DAAD Berliner Künstlerprogram ösztöndíjasa volt. Előadást tartott a hamburgi Metropol moziban rendezett magyar kísérletifilm-bemutatón (Négy bagatell, Pszichokozmoszok, Privát történelem, Mozgástanulmányok, Aldrin, Amerikai anzix, Nárcisz és Psyché). Két videót készített Berliben: Die Geschwister (Testvérek) és Der Dämon in Berlin (A démon Berlinben) – utóbbit beválogatták a The Second Link c. nemzetközi összeállításba, amely 1982-től Banffben (Kanada), New Yorkban (Museum of Modern Art), Los Angelesben (Long Beach Museum) és Amszterdamban (Stedelijk Museum), 1984-ben pedig Japánban szerepelt.
Bódy docensként tanított a nyugat-berlini Film- és Televízió-Akadémián (DFFB). Szemináriumának címei:
- 1982: Die kreative Sprache der Kinematographie;
- 1983: Das schöne Licht;
- 1985. február: Special effect;
- 1985. szeptember–október; Computergesteurte Bild- und Tonkompositionen (ennek anyagából tanítványai „Zeit-transgraphie” címen kiadványt állítottak össze az 1986-os berlini filmfesztiválra).

1983-ban tanulmányt írt Die kreative Sprache der Kinematographie címmel, a nyugat-berlini DAAD-Galeria pedig megrendezte műveinek retrospektív kiállítását (rajzok, fotók, videók). Ezzel egyidejűleg az Arsenalban vetítették a filmjeit, mely alkalomból átfogó katalógusa jelent meg. Két újabb videót készített, Die Geisel (A túsz) és De Occulta Philosophia címmel – ez utóbbi a „philo-clip” műfajának prototípusa lett.
1983-ban készült el harmadik, egyben utolsó nagyjátékfilmje, a rá jellemző szürreális, álomszerű, bizarr, drámai és dokumentarista elemekkel átszőtt Kutya éji dala (kísérleti játékfilm, Társulás Stúdió, színes, 35 mm, videóról átírt, egyes részleteiben Super 8-ról felnagyított részletekkel, 147’), melynek főszerepét (a mátrai három falu álpapját) ő maga játssza. Kiemelt szerepet kap benne a kiváló karakterszínész, Fekete András (mint falusi tanácselnök) és Méhes Marietta (a Derzsi János alakította katonatiszt felesége). A filmben megjelennek a kor underground zenekarai: a Bizottság és a Vágtázó Halottkémek. Utóbbi frontembere, Grandpierre Attila alakítja a fiatal csillagászt. A Kutya éji dalát 1984-ben bemutatták a montreali és taorminai filmfesztiválon, 1986-ban pedig a német ZDF-televízióban.
1983-ban Bódy gondozta az INFERMENTAL III. kiadását a BBS-ben, s ekkor készítette el a Ritterrüstung (Lovagi fegyverzet) c. videóját is, Sophie von Plessennel Nyugat-Berlinben.

### Utolsó évek –Tüzes Angyal,Psychotechnikum
Új nagyjátékfilm-forgatókönyvet írt Tüzes angyal címmel Valerij Brjuszov regénye nyomán. Egy hónapig a kanadai Vancouverben dolgozott a Western Front ill. a Video Inn (Satellite Video Exchange Society) ösztöndíjával, és elkészítette A csábítás antológiája háromrészesre tervezett ciklusának második darabját, a Vagy-vagy Chinatownban-t, amelyből rövidített verzió is készült Theory of Cosmetics címen, az INFERMENTAL Extra Nordrhein-Westfalen alkalmából. Videóit meghívták a Rio de Janeiró-i 1. Film- és Videobiennáléra.
1985-ben az Új videoműfajok programtervezetén dolgozott építészek (Makovecz Imre, Preisich Gábor, Janáky István) és underground zenekarok bevonásával. Tárgyalt egy nagyszabású film- és videobemutató kiállításról a Műcsarnokban. A nyugat-berlini filmfesztiválon bemutatták A csábítás antológiája elkészült részeit. Vagy-vagy Chinatownban c. művét a Salsomaggiorei Fesztiválra is meghívták. Elkészült a Dancing Eurynome (Eurynomé tánca), amely megalapozta a „mytho-clip” néven ismertté vált új videoműfajt; ősbemutatója az 1. Tokiói Videobiennálén volt. Másik új videója, a Novalis verse alapján készült Walzer, a „lyric-clip” műfajának alapműve, a WDR televízió október 24-i Lyrics-adásában került vetítésre. Személyesen prezentálta a budapesti Kossuth Klubban az E.M.A.N.-t (European Media Art Network), amelynek részt vevő városai (Budapesten kívül Amszterdam, London, Brüsszel, Barcelona, Berlin, Róma és Lyon) egyidejűleg mutatták be egymás 60–60 perces videoantológiáját. A budapesti K-Video csoport anyagát Bódy állította össze. Szeptember 10-én befejezte filmregényét, a Psychotechnikumot (Gulliver mindenekelőtti utazása Digitáliába), mely a ZDF „Kleines Fernsehspiel” produkciójának keretében valósult volna meg 1986-ban. Bódy müncheni producerekkel tárgyalt a Tüzes Angyal-ról, melyet 1987-re tervezett.

### Halála

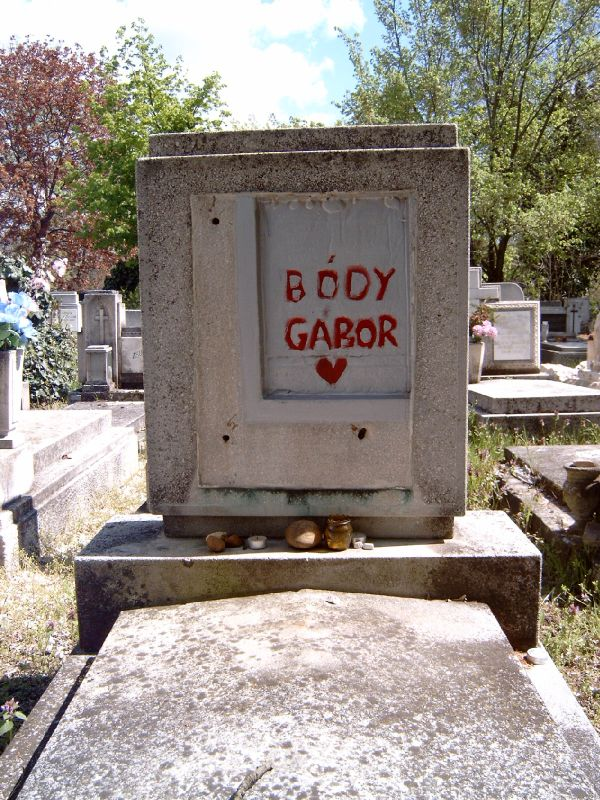
Síremléke Budapesten. Új köztemető: 18/2-1-50

Bódy Gábor 1985. október 24-én halt meg Budapesten, máig tisztázatlan körülmények között. A hivatalos verzió szerint öngyilkos lett, ám barátai, ismerősei, rajongói nem tudták – és máig sem tudják – személyiségével összeegyeztetni, hogy valóban ez történhetett. Felesége idegenkezűséget gyanított és ismeretlen tettes ellen feljelentést tett. A pártállami időkben történt néhány rejtélyes öngyilkosság, melyek közül három esettel később külön tévéműsor is foglalkozott (2004, TV2, szerk. Máté Krisztina). Az öngyilkosságot különösen kérdésessé tette, hogy Bódy karrierje töretlenül ívelt felfelé, komoly szakmai sikereket ért el, fiatal filmesként máris nagy nemzetközi elismerést vívott ki magának, s munkák sűrűjében volt – olyan művek elkészítésének küszöbén állt, mint az 1986-ra tervezett Psychotechnikum c. sci-fi videofilm a ZDF-fel koprodukcióban, valamint az 1987-re tervezett Tüzes Angyal, melynek megvalósításáról müncheni producerekkel tárgyalt. Halálával kapcsolatban azóta különféle elméletek láttak napvilágot, melyeket azonban tényekkel nem sikerült alátámasztani.

## Bódy Gábor és a videoművészet
Bódy Gábor készítette az első magyar videoművet, az 1973-ban forgatott Végtelen tükörcső c. installációt, amely 1975-ben jelent meg a Négy bagatell utolsó darabjaként (filmre átírva). 1976-ban az első magyar komputerfilmet is ő alkotja meg, Psychokozmoszok címmel, mely egy monitorról felvett számítógépes animáció. Bódy 1980-ban feleségével, Baksa-Soós Verával kezdi szervezni az INFERMENTAL-t, az első nemzetközi videomagazint, melynek 1. száma 1982-ben jelent meg, s amely óriási lökést adott a videoművészetnek. Az INFERMENTAL 1991-ig megjelent 10 számában roppant gazdag és reprezentáns anyagot hozott össze. A „videokönyv” megálmodója is Bódy Gábor volt; a nevéhez fűződő első ilyen mű, az Axis halála után jelent meg felesége szerkesztésében, a DuMont kiadó gondozásában.
Bódy Gábor maga is videoművész volt: 1982-ben elkészítette a Der Dämon in Berlin (A démon Berlinben) és a Die Geschwister (Testvérek) c. videóját. Ez évben jelent meg a Filmvilág c. folyóiratban cikke a videóról: „Kreatív gondolkozó szerszám”. Bódy a berlini Filmművészeti Főiskolán 1983-ban videoszemináriumot tartott. 1985-ben több videoműve is megjelenik: a Vagy-vagy Chinatownban (Either/Or in Chinatown – rövidített változata a Theory of Cosmetics), az Eurynomé tánca és a Walzer, melyekkel megalapítja a „philo-klip”, a „mytho-klip” és a „lyric-clip” videoműfaját. Következő műve, a Psychotechnikum is videó lett volna, a berlini ZDF-fel koprodukcióban.

## Művei

### Játékfilmek
- Amerikai anzix (1975)
- Psyché I–III. (Psyché és Nárcisz; Psyché; Nárcisz és Psyché) (1979–80)
- Kutya éji dala (1983)

### Televíziószínház-rendezései
- Katonák (1977)
- Krétakör (1978)

### Színházi rendezései
- Hamlet (1982) (Szikora János társrendezésével)

### Experimentális és rövidfilmek
- A harmadik (1971)
- Regards du passé vers l’avenir (lexique des gestes) (1971)
- Féltékenység (1972)
- Vadászat kisrókára (1972)
- Ifivezetők (1972)
- Tradicionális kábítószerünk (1973)
- Hogyan verekedett meg Jappe és Do Escobar után a világ (1974)
- Négy bagatell (1975) (Egy bagatell; Maszkok; Elmozdulások; Végtelen kép és tükröződés / Végtelen tükörcső)
- Aldrin (1976)
- Filmiskola I–III. (1976)
- Pszichokozmoszok (1976)
- Privát történelem (1978)
- Ez a divat (1978)
- Mozgástanulmányok 1880–1980 (1982)

Bódy egy-egy vizsgafilmje (az Egy bagatell és a Hogyan verekedett meg...) szerepel Fehér György 1989-es Hat bagatell és 1992-es Három bagatell című szkeccsfilmjében.

### Videók
- Beszélgetés kelet és nyugat között (1982)
- Extázis 1980-tól (1982)
- Testvérek (Die Geschwister) (1982)
- A démon Berlinben (Der Dämon in Berlin) (1982)
- A túsz (Die Geisel) (1983)
- De Occulta Philosophia (Az okkult filozófiáról) (1983)
- Lovagi fegyverzet (Ritterrüstung) (1983)
- Vagy-vagy a kínai negyedben (Either/Or in Chinatown) (a Csábítás antológiája II. része; rövidített változata: Theory of Cosmetics) (1985)
- Eurynomé tánca (Dancing Eurynome) (1985)
- Valcer (Walzer) (1985)

### Filmtervei 1986–87-re
- Új videoműfajok (Építők; Music-clip)
- Psychotechnikum (sci-fi)
- Tüzes angyal (nagyjátékfilm)

## Díjai
- 25. Internationale Filmwoche (Nemzetközi Filmhét) legjobb elsőfilmes alkotónak járó nagydíja (1976)
- Privát történelem c. filmje az 1979-es Miskolci Filmfesztiválon elnyerte a Filmkritikusok Díját
- a Nárcisz és Psychét 1981-ben a Magyar Játékfilmszemle Kiemelt Díjával, Locarnóban Bronz Leopárd-díjjal jutalmazták
- FIPRESCI életműdíj a Nyugat-berlini Filmfesztiválon (1986)[31]
- Theory of Cosmetics c. videoművéért Marl város Videóművészeti Díja (Marler Videokunstpreis, 1986)[31]

## Megjelent írásai, tanulmányok munkásságáról
- Tüzes angyal. V. Brjuszov nyomán / Psychotechnikum, azaz Gulliver mindenekelőtti utazása Digitáliában. Szerk.: Elek–Dérczy–Csapody–Parti Nagy. JAK-füzetek 30, Magvető, Bp., 1987
- Bódy Gábor 1946–1985. Életműbemutató. Szerk.: Beke László. Műcsarnok, Bp., 1987
- Végtelen kép – Bódy Gábor írásai. Szerk.: Peternák Miklós. Pesti Szalon, Bp., 1996
- Filmiskola; összeáll., bev. Peternák Miklós; Palatinus–Intermedia, Bp., 1998
- Hommage à Bódy Gábor (1946–1985). Ludwig Múzeum – Kortárs Művészeti Múzeum, 2006. szeptember 22. – október 1.; szerk. Baksa-Soós Veronika; Ludwig Múzeum, Bp., 2006
- Egybegyűjtött filmművészeti írások, I. Szerk.: Zalán Vince. Akadémiai, Bp., 2006
- Pieldner Judit: Szöveg, kép, mozgókép kapcsolatai. Bódy Gábor és Jeles András filmművészetében. Egyetemi Műhely – Bolyai Társaság, Kolozsvár, 2015 (Doktori dolgozatok. Bolyai Társaság)
- Egybegyűjtött filmművészeti írások, II. Szerk.: Gelencsér Gábor. Magyar Művészeti Akadémia, Bp., 2020
- Egybegyűjtött filmművészeti írások, III. Szerk.: Peternák Miklós. Magyar Művészeti Akadémia, Bp.; megjelenés előtt (2021)
- Pesti anzix – Bódy Gábor kinematográfus harminckilenc bagatellje. Szerk.: Pentelényi László. Szerzőifilmes Gondolkodók, Francia Új Hullám, Bp. (tervezett megjelenés)

Számos cikke és vele készült interjú jelent meg kulturális folyóiratokban (Filmkultúra, Filmvilág, Filmtudományi Szemle, Valóság, Fotóművészet, Mozgó Világ, Látóhatár stb). Külföldi lapoknak is nyilatkozott.

## Filmriportok
- Gespräch mit Bódy Gábor (In: Riportfilm magyar rendezőkkel). Fernsehen der DDR, 1978
- Daragó Ágnes: Az önképzés igénye. Beszélgetés Bódy Gáborral. Mafilm Híradó, 1980/10.
- Bonta Zoltán: Beszélgetés Bódy Gáborral. BBS-videoriport, 1985[32]